# 슬림 서그
슬림 서그 (Slim Thug, 본명: Stayve Jerome Thomas, 1980년 9월 8일 ~ )는 미국의 랩퍼이다.